# 軍需省 (ドイツ)
帝国軍備・戦時生産省（ドイツ語: Reichsministerium für Rüstung und Kriegsproduktion）は、1940年3月17日にナチ党政権下のドイツ国政府が設立した、軍需生産を統括した省庁である。発足時の職員数は約500人。
1943年9月2日以前の正式名称は、「帝国兵器・弾薬省」（Reichsministerium für Bewaffnung und Munition）であった。

## 概要
軍需省の任務は、武器や弾薬の必要な供給でドイツ国防軍の供給を改善することであった。

## 閣僚
| 代 | 肖像                   | 氏名 （生没年）                        | 就任日        | 退任日         | 在任期間   | 所属政党                             | 内閣                              |
| -- | ---------------------- | -------------------------------------- | ------------- | -------------- | ---------- | ------------------------------------ | --------------------------------- |
| 1  | フリッツ・トート       | フリッツ・トート (1891年–1942年)       | 1940年3月17日 | 1942年2月8日 † | 1年, 328日 | 国家社会主義ドイツ労働者党（ナチ党） | ヒトラー内閣                      |
| 2  | アルベルト・シュペーア | アルベルト・シュペーア (1905年–1981年) | 1942年2月8日  | 1945年4月30日  | 3年, 81日  | 国家社会主義ドイツ労働者党（ナチ党） | ヒトラー内閣                      |
| 3  | カール・ザウル         | カール・ザウル (1902年–1966年)         | 1945年4月30日 | 1945年5月23日  | 23日       | 国家社会主義ドイツ労働者党（ナチ党） | ゲッベルス内閣 フレンスブルク政府 |